# Seeber
Seeber es una localidad situada en el departamento San Justo, provincia de Córdoba, Argentina.
Se encuentra situada sobre la ruta provincial N.º 17. Dista de la Ciudad de Córdoba en 260 km, aproximadamente y en 10 km de la laguna de Mar Chiquita.
Durante el tercer fin de semana de enero, se lleva a cabo en la localidad la Fiesta Provincial de la Paisanita.
Cada 27 de julio se efectúa una Peregrinación desde las localidades vecinas para honrar al Santo Patrono del pueblo, San Pantaleon Médico, patrono de los enfermos, elegido en honor al fundador de la colonia de Seeber, Don Pantaleón Seeber.

## Geografía

### Población
Cuenta con 582 habitantes (Indec, 2010), lo que representa un incremento del 8% frente a los 539 habitantes (Indec, 2001) del censo anterior.
| Gráfica de evolución demográfica de Seeber entre 1991 y 2010 |
|                                                              |
| Fuente: Censos nacionales del INDEC                          |

### Clima
El clima es templado con estación seca, registrándose una temperatura media anual de 25 °C aproximadamente. En invierno se registran temperaturas inferiores a 0 y superiores a 35 en verano.
El régimen anual de precipitaciones es de aproximadamente 800 mm.

## Economía
La principal actividad económica es la agricultura seguida por ganadería, siendo los principales cultivos la soja y el maíz.
La producción láctea y el turismo también tienen relevancia en la economía local.
Existen en la localidad un dispensario, una escuela primaria, un puesto policial y un edificio municipal en el cual se efectúan gran parte de las funciones administrativas.